# 양산 통도사 명부전 지장보살도·시왕도·사자도
양산 통도사 명부전 지장보살도·시왕도·사자도(梁山 通度寺 冥府殿 地藏菩薩圖·十王圖·使者圖)는 대한민국 경상남도 양산시, 통도사에 있는 조선시대의 불화이다. 2014년 3월 20일 경상남도 유형문화재 제549호로 지정되었다.

## 지정 사유
현재 국내에 전하는 조선시대 지장보살도는 16세기~20세기 전반에 이르는 작품들이다. 통도사 지장보살도는 1798년에 指演을 비롯하여 戒寬, 玉印 등의 화승이 동참하여 제작한 것으로, 조선후기 지장보살도 중에서 18세기 후반기에 속하는 작례에 해당한다. 수화승 지연은 1792년에는 통도사에서 있었던 불화제작과 단청을 전담하기도 하였으며, 이때 조성한〈괘불〉과〈삼장보살도〉에는 수화승이자 化主로도 참여하여 화기에는 ‘慈悲畵僧’으로 존칭하여 기록되어 있다.
본 작품은 1798년이라는 조성연대가 확실하며, 명부전에 봉안한 지장보살도?시왕도?사자도의 세트가 완형으로 남아 있는 드문 사례로서 필선과 상호, 문양 및 안정된 필치와 선명한 채색 등 화풍과 도상 또한 수작에 속하는 작품이다.

## 참고 자료
- 양산 통도사 명부전 지장보살도·시왕도·사자도 - 국가유산청 국가유산포털